# Dies Bildnis ist bezaubernd schön
Dies Bildnis ist bezaubernd schön (littéralement Ce portrait est un ravissement) est l'air chanté lors du premier acte par le prince Tamino, un ténor, dans l'opéra de Mozart La Flûte enchantée. 

## L'air
Cet air chanté par Tamino sert à exprimer les sentiments du personnage. 

## La musique
La musique de cet air décrit l'amour que ressent Tamino à la vue du portrait de Pamina.

## Le texte
Le texte est tiré du livret en allemand de l'ami de Mozart, Emanuel Schikaneder, qui jouait aussi le rôle de Papageno lors de la première représentation. 
| Texte original allemand | Traduction française |
| --- | --- |
| Dies Bildnis ist bezaubernd schön, wie noch kein Auge je geseh’n. Ich fühl’ es, wie dies Götterbild mein Herz mit neuer Regung füllt. Dies Etwas kann ich zwar nicht nennen. doch fühl’ ich’s hier wie Feuer brennen; soll die Empfindung Liebe sein? Ja, ja, die Liebe ist’s allein. O wenn ich sie nur finden könnte! O wenn sie doch schon vor mir stünde! Ich würde – würde – warm und rein – was würde ich? Ich würde sie voll Entzücken an diesen heißen Busen drücken, und ewig wäre sie dann mein! | Ce portrait est un ravissement comme nul n’en vit jamais de pareil ! Je le sens, devant cette image divine, mon cœur connaît une émotion nouvelle. Quelle est-elle ? En vérité, je ne sais, mais je la sens ici comme un feu me dévorer. Serait-ce l’amour ? Oui, oui, ce ne peut être que lui. Ah ! si je pouvais trouver l’objet de ce portrait ! si elle se tenait là soudain devant mes yeux, je ferais... je ferais... tendrement, chastement, oui, que ferais-je ? Eh bien ! je la ravirais, je l’étreindrais contre mon cœur brûlant et elle serait mienne alors pour toujours. |